# Papiro 49
O Papiro 49  ({\displaystyle {\mathfrak {P}}}49) é um antigo papiro do Novo Testamento que contém fragmentos dos capítulos quatro e cinco da Epístola aos Efésios (4,16-29; 4,31-5,13).
Atualmente acha-se no Biblioteca da Universidade Yale (P. Yale 415) in New Haven.